# BLS RABe 535

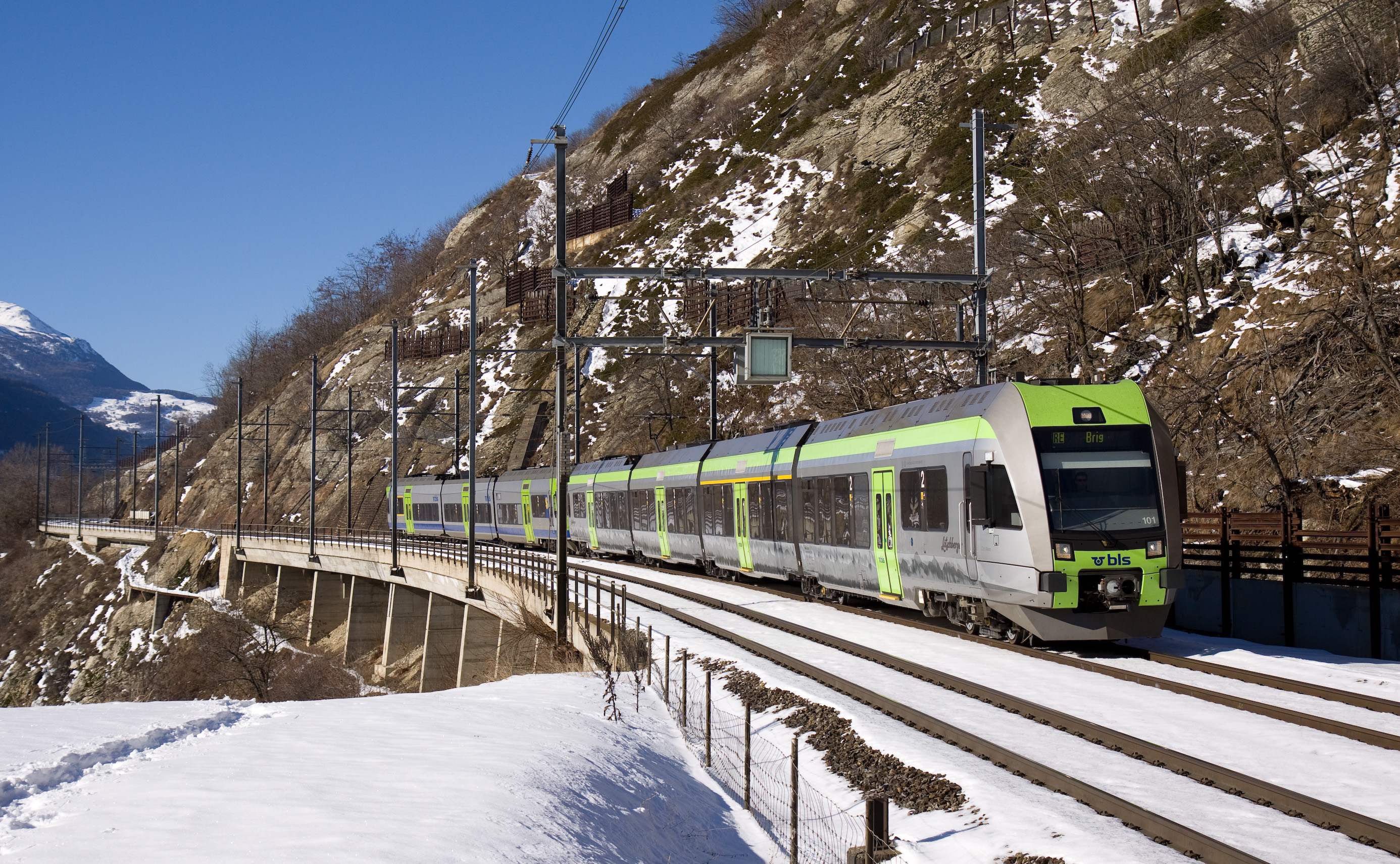
Lötschberger en unité multiple avec une rame NINA du BLS à trois éléments, sur la rampe sud de la ligne du Lötschberg

Les RABe 535, dites « Lötschberger », sont des rames du BLS ; elles découlent directement de la série des RABe 525 « NINA », mais sont conçues pour de plus longues distances. Leur aménagement intérieur offre davantage de places aux voyageurs et le look (livrée, cabine de conduite) a évolué. Le design intérieur et extérieur a été conçu par l'entreprise suisse NOSE.
Leur accès est facilité par un plancher surbaissé.

## Historique
Selon la numérotation UIC, elles portent l'immatriculation RABe 94 85 7535 101 à 125.
Elles ont été livrées entre 2008 et 2010 (101 à 113) et 2012 (114 à 125), par la firme Bombardier Transport dans l'usine de Villeneuve (Vaud) près de Vevey.
La livraison des RABe 535 a condamné la moitié de la série des Re 420.5 datant de 1964/67 et achetées d'occasion en 2005 auprès des CFF.

### Baptêmes
- RABe 535 101 « Züri West »
- RABe 535 104 « Naters »
- RABe 535 113 « Lötschbergerin »

### Engagement en 2016
- RegioExpress Lötschberger Bern – Spiez – Zweisimmen ou Kandersteg – Goppenstein – Brig
- RegioExpress Bern – Lucerne (en alternance avec le Kambly Zug)[2]
- Regio Spiez – Frutigen
- S-Bahn Bern
  - S 61 Lucerne – Schachen LU

## Aménagements intérieurs
Tel sur les RABe 525 « NINA », le plancher bas s'étend sur toute la rame, excepté les bogies extrêmes motorisés, sur lesquels un plancher plus haut existe. Les bogies intermédiaires comportent des petites roues, de faible diamètre. Grâce à cette disposition, la hauteur du bogie est réduite et permet la continuité du plancher bas.
Mais au contraire de leurs grandes sœurs qui sont avant tout destinées au trafic régional (Regio/S-Bahn), les Lötschberger offrent plus d'espace pour plus de confort à ses voyageurs qui restent assis davantage de temps. La disposition de sièges est donc habituelle : 2+1 en première classe, et 2+2, soit quatre places de front en seconde classe (contre 2+2 et 3+2 sur les NINA).
Enfin, la première classe occupe toute une voiture et ne se situe plus à l'une des deux extrémités de la rame, au-dessus d'un des bogies moteurs, accolée aux cabines de conduite.